# اولیویه مارتینز (بازیکن فوتبال)
اولیویه مارتینز (انگلیسی: Olivier Martinez؛ زادهٔ ۶ اکتبر ۱۹۶۶) بازیکن فوتبال اهل فرانسه است.
از باشگاه‌هایی که در آن بازی کرده‌است می‌توان به باشگاه فوتبال پاری سن ژرمن اشاره کرد.